# 灰與幻想的格林姆迦爾
《灰與幻想的格林姆迦爾》是十文字青負責撰寫，白井銳利繪製插畫的日本輕小說作品，由OVERLAP文庫出版發行。奧橋睦著作的漫畫版目前於《月刊GANGAN JOKER》（史克威爾艾尼克斯）連載中。改編的電視動畫於2016年1月播出，畫風偏向水彩風格。

## 故事簡介
故事的主角群是一群沒有過往記憶只知道自己名字的人。自黑暗的地下走出後，面對一個「如同遊戲一般」的新世界「格林姆迦爾」。在不清楚自身來歷、身置何處的情況下，他們不得已必須加入要塞「歐魯達那城」的義勇兵團，成為見習義勇兵。主角哈爾希洛和一群與自己境遇相近的角色組成隊伍，習得技藝，在這世界唯一的人類王國「阿拉巴吉亞王國」最前線的「邊境」求存、奮戰。這是一片灰茫中起始的冒險故事，而「活下去一點都不簡單」。
主角群們資質平庸，缺乏根基，一切必須從零開始學習與磨練；反觀怪物即便是小喽啰，也具備純熟的武藝與人類般的心機。架構設定上，殺怪取寶賣錢的循環模式，成為主角們支應生活開銷的唯一收入來源，他們並無遠大志向或神聖使命，亦無不凡身世，一切拚搏冒險，都只為了混口飯吃，改善生活物質。
當哈爾希洛還拿不定主意時，蓮崎迅速採取行動，邀請有潛力的成員組成隊伍，結果哈爾希洛和他的朋友們不得不與剩下的人組隊。
以成為志願者的職業並掌握了基本技能並成功塑形的哈爾希羅為首的春弘小隊，以及迅速準備並成為頂級志願者的蘭吉斯小隊，都在這裡，“格里姆加”。朋友的死亡和旅行。

## 登場人物

### 主要角色
哈爾希洛（聲：細谷佳正（日本）；劉傑（台灣））
本作主角。正式義勇軍。職業為盜賊。樣貌、資質都只是普通的平凡人，本人似乎也有自知之明。 天生有一對愛睡的眼睛，老是會被吐槽，在盜賊界被稱為“Old Cat”（老貓）。擔當隊伍中偵查的角色，戰鬥時屬於副攻手，用短劍作刺客角色，經常與夢兒聯手對付一隻敵人。自卑感有点重，偶尔会有胡思乱想的倾向。
與馬納多關係良好。因馬納多死前拜託，而且隊伍裡沒有其他適當人選，成為繼任隊長。一直認為自己並沒有領導的才能，並時常為此而困擾。当上队长后開始觀察其他隊員，才發現自己其實不了解他人的戰鬥方式。 因為不希望再有隊友犧牲，是個“一切慎重至上”類型的隊長。因為會不斷警惕著、反省著每個純粹幸運才渡過的危機，所以反而不容易被現狀蒙蔽對隊伍實力的判斷。寧願把隊伍的進度放緩也不願貿然冒險，認為就算追不上其他隊伍也無所謂，只要平安無事就好。但是一旦面對退無可退的絕境，卻不畏選擇與之死戰。
作為隊長的能力也日渐成熟，後來已經熟練掌握每個隊員的能力，可以快速判斷戰況、並作出指示，獸人戰時可以單靠這一支隊伍就斬下懸賞50金的敵方巫師就是一例。進入黃昏世界進行營救時宗隊前夕，席赫露指出“擁有慎重的隊長”也是隊伍的優勢時，就得到了其他隊員（藍德除外）甚至吉川的認同。
在赛琳矿山二度遭遇死亡斑紋單挑突襲，原本选择自己留下断后掩護同伴撤退，並準備犧牲自我，千钧一发之际看见了一击必杀的 “线”惊险打倒死亡斑纹，成為名噪一時的英雄人物，甚至得到蓮崎的致意。单独对付一只敌人时因为需要集中精神使用“蝇击”，会无法分心观察战况，但观察力相当优秀，几次险境中都是他首先发现敌人的弱点，才能顺利拿下。
被梅莉與夢兒分別稱為“哈爾”和“哈爾君”。
原本的記憶中是喜歡巧可的，來到「格林姆迦爾」之後則對梅莉抱持著異於夥伴的情感。
藍德（聲：吉野裕行（日本）；何志威（台灣））
正式義勇軍，職業為暗黑騎士。個子不大。相當任性妄為，不會看氣氛說話，老是沒完沒了的和他人議論鬥嘴，也常毫不掩飾地偷窺女孩洗澡，愛找麻煩又令人頭疼。因為和他糾纏很累所以常被其他人無視其發言。老是與夢兒鬥嘴，叫她飛機場，又會性騷擾席赫露，被夢兒形容為“被女孩討厭的類型”。但討人厭的性格只對隊友或弱者有用，面對強者時卻又能迅速捨棄尊嚴乖乖聽話，變臉速度之快令人咋舌也令人佩服。戰鬥時不論什麼招式都堅持在出招前花點時間大喊招式名稱，雖多次被哈爾希洛斥為打草驚蛇、延誤戰機，但本人似乎樂此不疲。队伍中的天敌是梅莉。
儘管本人也清楚自己個性對整個隊伍帶來的問題，仍認為自己的惡人角色可以提高隊伍的團結力，即便遭到身為隊長的哈爾希洛約談，也不打算收斂，認為明白他的人就會懂他的價值，而事實上他也確實成功了。行動積極，是推動隊伍前進的存在。
一開始自薦成為戰士，但又突然反悔而擅自加入不可以轉職的暗黑騎士，讓隊伍開始就陷入麻煩。事實上，比起更依靠體格的戰士，藍德更加適合敏捷型的暗黑騎士，加上性格又能與暗黑戰士的風格契合，算是誤打誤撞的選到了天職。愛亂用技能，也熱衷補刀來獲得惡德。培養的惡魔叫佐迪亞克（聲：佐藤結良（日本）；林美秀（台灣））。
能力隨著劇情深入逐漸發展，可以獨力拿下一名敵人，也可以依靠暗黑騎士的高機動特性暫時拉打、迅速支援，給整體戰線減輕不少負擔，已是隊伍戰法構成內的重要戰力。在賽琳礦山中獨自斷後掩護隊伍撤退，面對死亡斑紋率領大軍圍困的絕境，仍奇蹟似成功脫逃，一面身負重傷，一面獨自撐到隊伍休整後回頭救援，平安撤退。
半獸人一戰後獲蓮崎邀請入隊，但最後拒絕了蓮崎留在原隊，證明其實對這群隊友相當忠誠。嘴上總是吐槽不滿哈爾希洛慎重至上的方針，卻會老實的根據指示行動。
想和莫古索開一間拉麵店，店名原為“藍德&莫古索拉麵店”，在莫古索去世後改為“莫古索&藍德拉麵店”。
貌似喜歡夢兒
馬納多（聲：島崎信長（日本）；曹冀魯（台灣））
見習義勇兵，職業為神官，聰明優秀，被其神官導師認定擁有大好前途的人才。善良有責任感，極為可靠。借錢給被騙而身無分文的莫古索渡日。有點完美主義，總是希望隊伍可以處在完美狀態之中。與席赫露關係匪淺。
身為隊長，會主動負責情報收集、策劃等事項。晚上會到雪梨酒館收集情報時小釀一杯，收集情報如新的狩獵場及義勇兵間的其他情報等。戰鬥時也身兼指揮、前衛和治療者的三重身份。但是由於馬納多包攬太多，常會耗盡魔力。也因此在一次戰鬥中，為了掩護隊伍撤退時被哥布林的箭射傷，而且因治療哈爾希洛時耗盡魔力，加上傷勢過重無法冥想回復魔力，失血過多於小說第一卷/動畫第四話不幸身亡。死前對哈爾希洛說出 “拜託了”，要求哈爾希洛繼承他的位置帶領其他人繼續前進。
留下的遺產被保留並用來與隊友合資買下屬於馬納多的正式團章，放置在馬納多的墓碑旁，成為正式義勇兵。
馬納多死後曾幾次短暫現身獨處的哈爾希洛眼前與之交談，在精神層面堅定了哈爾希洛的意志，不過也可能是哈爾希洛自己單方面的幻想。
莫古索（聲：落合福嗣（日本）；夏治世（台灣））
正式義勇軍，職業為戰士。雖然體格高壯，但卻有與外貌相反的纖細性格，為人老實但也會常常吐槽藍德。食量很大，擅長烹飪、雕刻等細活，而這一特點也體現在戰鬥上。馬納多認為他 “使劍的技巧細膩，該拿下的時候總會拿下。”務實主義者。平時為人溫柔，但是生氣時極恐怖。戰鬥中途偶爾會有性格轉變的傾向。
一開始被其他隊伍詐欺，騙光錢財後遺棄在路旁，主角隊伍路過時剛好遇見，而剛巧隊伍中缺乏關鍵的戰士，於是加入主角的隊伍中。一開始因為裝備的缺陷無法盡情戰鬥，但在其他人幫忙合力湊齊裝備以後開始發力，實力突飛猛進成為全隊的戰術核心。作为武器的大剑也换上了打倒死亡斑纹后获得的剑，并由蓝德命名为「碎肉剑‧屠夫」。小說第三卷，對半獸人的攻城戰役中，與敵方主將佐蘭澤休激戰累積太多傷害後重傷而死。莫古索當時展現的實力就連蓮崎也承認當初低估了他，認為若他還活著，未來必定會在義勇兵團中出人頭地。
志向是想和藍德一起開一間屬於自己的拉麵店。
夢兒（聲：小松未可子（日本）；郭怡心（台灣））
正式義勇軍，職業為獵人。性格開朗、天然，不加修飾。用類似關西口音的方式說話。第一人稱是夢兒。常常說錯聽錯話，被哈爾希洛更正已經成為了習慣。以綁著一束辮子的長髮形象示人。希望能養狗而選擇獵人一職。膽量大，雖然是獵人卻不畏懼近身戰。作為隊中兩位女生，和席赫露關係很好。
不擅長使用弓箭。對於用獵刀的近身戰倒是頗為得意。後來弓法有明顯改善，但命中率僅4成左右。戰鬥中擔任副攻手和支援的角色。常常與哈爾希洛聯手對付一隻目標。
似乎十分信任哈爾希洛，稱哈爾希洛為“哈爾君”。並被藍德稱為“飛機場”。攻城戰莫古索身亡後，和席赫露一起被荒野天使隊的卡姬可邀請進入集團，但最後仍以「不想離開大家」為由而拒絕，繼續留在原隊。
希芙璐／席赫露（聲：照井春佳（日本）；林美秀（台灣））
正式義勇軍，職業為魔法師。個性膽小羞怯。是个隱藏巨乳，但本人对此解釋“僅是因為胖而已”。對馬納多有好感，因此馬納多的死對她的打击极大。平時很少說話，但也可以很毒舌（雖然大部分都是針對藍德）。作为队中两位女生，和夢兒关系很好，常常躲在夢兒背後。
用魔法在後方攻擊，因想幫助隊伍而學習了影魔法。戰鬥中會被梅莉或至少一人貼身保護。攻城戰以後認為自己有所不足，為了強化攻擊力開始學習雷電系的魔法。根據她所施展的魔法可以迅速改變戰況，因此逐漸在隊伍中的戰術構成中佔據重要的角色。攻城戰莫古索身亡後，和夢兒一起被荒野天使隊的卡姬可邀請進入集團，深思熟慮後決定留在原隊。
小說第四卷與烏斯托爾對戰時，遭其重擊胸部而失去呼吸與心跳，幸好梅莉及時进行心臟復甦后施放“光之奇蹟”後驚險救活。
梅莉（聲：安濟知佳（日本）；石采薇（台灣））
正式義勇軍，職業為神官，身材高挑、個性冷淡的冰山美人。
馬納多死亡後，因主角隊伍中缺乏神官，經由基卡瓦介紹而加入主角隊伍。
曾經因為魔力耗盡無法治癒隊友，導致滅團的慘痛經歷，認為三位好友的死都是因為身為神官的自己無能，變得不再露出笑容，一直以來都想重返賽琳礦山讓隊友安息，在哈爾小隊們的安慰與支持下也终于开始露出笑容了。
是哈爾他們的前輩。由於經驗較主角們豐富，很多時候哈爾皆會諮詢其意見。
因滅團事件，對於魔力的控制非常謹慎，非緊急的傷口皆不轻易施加治癒，也因此初期加入主角隊伍時產生了許多衝突。實際上會一直在隊伍後方密切觀察前方戰鬥的發展，並適時對情況做出判斷，不是傳聞般冷漠的神官。留在後排時也自發兼任對席赫露的保護。後期會與夢兒做切換，進入前線戰鬥。
稱哈爾希洛為“哈爾”，對他有超越朋友的感情。
在小說中，經過戴德黑要塞一戰，梅莉一直認為莫古索的死亡是自己的錯。在回到歐魯達納後，到了酒店喝酒喝到差點被人性侵。被巧可隊唯一生存的庫薩克所救。

### 與主角同期的義勇兵
蓮崎（聲：關智一（日本）；曹冀魯（台灣））
正式義勇軍，身材高大的銀髮青年。個性嚴肅少話。職業為戰士。一開始聽了布蘭尼的說明之後，選擇了看上眼的人，踏上旅途。擔任蓮崎隊的隊長，因為實力強大，在義勇軍圈裡是風雲人物。
基卡瓦（聲：浪川大輔（日本）；夏治世（台灣））
正式義勇軍，細眼的青年，職業為戰士。個性飄然輕浮。沒加入任何隊伍，獨自一人，常與馬納多在酒吧交換情報，於小說六卷加入時宗（普吉姆）的隊伍。
亞達契（聲：野島健兒）
正式義勇軍，帶著眼鏡、後腦扎著小馬尾的黑髮青年，職業為魔法使，蓮崎隊的一員。
隆（聲：杉田智和）
正式義勇軍，造型剪裁的平頭壯碩青年，職業為聖騎士，蓮崎隊的一員。
莎莎（聲：古木望）
正式義勇軍，外表豔麗的紅長髮少女，職業為盜賊，蓮崎隊的一員。
琪比
正式義勇軍，同期十二人中最矮小的黑短髮少女，職業為神官，蓮崎隊的一員。

### 義勇兵前輩
卡姬可
「荒野天使隊」的隊長。非常討厭男人，覺得男人都只是幫助她往上爬的工具。
曾邀請夢兒與席赫露入隊。

#### 曉連隊
索吾馬
格林姆迦爾中最強大的義勇兵，不加入任何軍團，與其夥伴組成6人隊伍闖遍世界各處險地，名聲為大陸眾人所知。
為了找尋進入不死之王遺骸所在的舊伊蘇瑪珥王國領地深處的道路，決定成立自己的軍團「曉連隊」。
小說第三卷中帶領曉連隊與邊鏡軍一同進攻黎笆賽德鋼鐵要塞。
小說第四卷中出手拯救遭襲的哈爾一群人，一擊就將攻向哈爾的怪物殲滅。哈爾代表隊友們接受索吾馬的邀請成為曉連隊的分隊。
妮諾
最初索吾馬小隊六人之一，職業為神官。已死亡。
莉莉雅
最初索吾馬小隊六人之一，現為曉連隊一員，妖精，非義勇兵。
希瑪
最初索吾馬小隊六人之一，現為曉連隊一員，職業為巫醫。
凱姆利
最初索吾馬小隊六人之一，現為曉連隊一員，職業為聖騎士。
品戈
最初索吾馬小隊六人之一，現為曉連隊一員，職業為死靈法師。
發條
品戈所製造的人造人，曉連隊一員。

#### 奇涅隊
德奇牧涅
聖騎士，「奇涅隊」的隊長。
實力高強，不論是多艱難的險境，招式仍要維持帥氣。告訴哈爾「帥與強是同樣的存在」。
安娜
神官，時宗隊的吉祥物，並身兼隊上導航的角色。
塔達
神官，時宗隊的一員，因為原戰士的身分，攻擊力是隊中與隊長齊驅的存在。
摩米莉
魔法使，時宗隊的一員，擅長火魔法。因為原戰士的身分，會一手魔杖一手持劍的進攻。
因長得非常高大，被哈爾在心中稱為巨女小姐。
要求哈爾稱呼自己為摩莉莉，對於哈爾原先是屬於小動物的喜歡，在一同逃出險鏡後，萌生戀愛的情感。
伊奴壹
戰士，原盜賊，時宗隊的一員，雙手持單手劍戰鬥。中二病患者，一隻眼睛用眼罩遮住，聲稱解除眼罩後是魔王伊努伊 (實力真的會變強)。
喜歡席赫露。
基卡瓦
戰士，善於處世，和哈爾希洛等人是同期義勇兵。
介紹梅莉進入哈爾隊

### 特別角色
巧可 (チョコ)
為第三卷小説的重要角色。有雙圆滚滚的大眼，脸上些许的黑眼圈，像是在抿嘴的唇形，发型是鲍伯头或稱妹妹頭。在盜賊的名稱是“Cheeky Cat”（傲慢猫）和哈爾希洛一樣有“Cat”這個字。稱哈爾希洛為“希洛”。剛好和哈爾希洛隊住在同一間義勇兵宿舍。在第二卷小説裡，哈爾希洛隊在赛琳矿山遇到死亡危機（與動畫不同，這裡還未出現“死亡斑紋”），哈爾希洛回想起“巧可”這個名字但不知她是誰。在第三卷小説，深夜時，哈爾希洛猶豫是否參加戴德黑要塞一戰時與巧可在宿舍裡相遇從談話中無意間說哈爾希洛是死屁鬼以及巧可隊已加入要塞一戰，讓哈爾希洛認爲大家（所有人）有可能還未來到這前就認識，也讓他決定好要保護巧可。但是最後巧可還是死了。在面對巧可死亡的瞬間，哈爾希洛回想起一些零零碎碎的畫面（本應該全部忘記），最後全忘了。那些記憶是與巧可共度的時光。

### 格林姆迦爾的居民
布蘭尼（聲：安元洋貴（日本）；夏治世（台灣））
聖騎士，邊境義勇軍赤月事務所所長兼接待員，女性化的裝飾與講話為其特徵，有著包養新人當「寵物」的特殊癖好，本人對此事並不避諱。最討厭被人稱呼娘娘腔，負責向主角在內的十二位新人角色說明義勇軍相關事物，也負責魔王級怪物(如死亡斑紋)的懸賞公佈欄張貼事宜。
芭芭菈（聲：能登麻美子（日本）；石采薇（台灣））
盜賊公會教官，熱情奔放、舉止大膽野蠻，穿著性感勁裝、短髮、戴著眼鏡的抖S美人。
法然師（聲：中田讓治（日本）；曹冀魯（台灣））
神官公會教官，神情嚴肅的老人，馬納多曾描述他是一個愛罵人的大鬍子。為馬納多的死感到惋惜，並警告哈爾希洛一行人速將遺體火化，否則三天後屍體會因為不死之王的詛咒轉化成喪屍攻擊人。

## 職業

### 公会
由各种职业的人们所联合成立。要从事某项职业的话就必须加入该职业的公会，但每人只能加入一种职业公会。公会将负责教导加入者该职业的各种事项，加入者也需要遵守公会的规矩、规定。需要付上8銀幣的入会费，并接受7天“一对一”的初学者讲习。学成以后若想要学习新的技能，也需要回到公会付钱学习。
公会有各行各类，除非有特殊规定，可以自由加入或者退出。常见的职业类型有：战士、神官、盗贼、猎人、魔法师、圣骑士和黑暗骑士。另外还有一些较为特殊的职业。

#### 戰士
与神官并列为队伍中绝对不可或缺的存在，是队伍的肉盾型角色，绝对的战力。永远站在最前线与敌人厮杀。
使用雙手巨剑作為武器，穿戴重甲型装备以强化防守。装备完善的战士可以发挥出更强大的戰力。移动速度较慢，而且会发出声音，不适合偷袭，但一擊的威力驚人，通常難以抵擋。
一个队伍的功效能不能发挥，很大部分取决于战士的表現。
技能：卷擊（Wind）、憤怒一擊（Rage blow）、咆啸（War Cry）、长刺（Fast Thrust）、退刺（Back Thrust）、钢返（Steel Guard）

#### 暗黑騎士
信奉掌管死亡的暗黑神史卡勒海爾的職業。裝備上刻有骷髏的紋飾。暗黑騎士所崇拜的暗黑神史卡勒海爾與光明神路蜜愛里斯是死對頭關係。
使用長劍為武器，擅長展開高速移動，一擊脫離式的戰法，可使用黑魔法提升能力或者召喚惡靈，也能使用擾敵的控場型魔法。雖然也穿戴鎧甲類防具，但是由於戰鬥風格的緣故，暗黑騎士並不適合擔任需要站在原地的肉盾型角色。
一旦發誓為暗黑神效忠，就永不可離開公會，否則將會被公會追殺至死。20個新進義勇兵中只有大約1人會選擇成為暗黑騎士，屬於冷門職業。
每當給予敵人最後一擊並至祭壇獻上敵人身體的一部分給暗黑神，就能夠獲得“惡德”，用來提升惡靈的等級，做法相當殘忍。恶灵的外形、能力会随着主人恶德的累积逐步提高。每次召唤可以持续30分钟左右。惡靈拥有自我，只会按照心情行动，但也能在关键时刻发挥作用。累积恶德越高，恶灵就越容易听从主人的命令。白天召唤时会因为光明神路密爱里斯的力量而降低1个等级。
技能：憎恨斩（Hatred）、 愤慨击（Anger）、排出系（Exhaust）、忌避突刺（Avoid）、暗黑恐惧（Dread Teller）、恶魔召唤（Demon Call）、激怒排斥（Reject）、死字斬、立鸟不濁迹（Missing）
| 恶德等级 | 恶德数 | 能力                                                     |
| -------- | ------ | -------------------------------------------------------- |
| 1        | 0-10   | 如果身旁出现敌人，恶灵会告诉召唤者                       |
| 2        | 11-40  | 告诉召唤者有敌人，还会在敌人耳边窃窃私语，妨碍敌人的动作 |
| 3        | >40    | 恶灵能够拉扯敌人的手、腿，妨碍对方的行动                 |

#### 盗贼
使用匕首作为武器，装备以轻装为主，一般无法与强力敌人正面对抗，战法核心多为扰乱敌人，伺機繞到敌背后攻击。
行動輕巧迅速，配合潛行技能一般在隊內負責偵查的角色。戰鬥中有一定機率看見抽象的“線”，使武器沿線而行，不疾不徐、摒除思緒，便能輕易刺中要害，同時保證自己無傷，成為逆轉戰況的神來一手。
虽然名为盗贼，但是秉持着一定的价值观，不随便窃取他人财物。盗贼之间有着不侵犯别人领域的信条，因此一个队伍最多只会有一名盗贼。
公会的座右铭为 “自由、奔放、自己为自己负责”。
技能：开锁（Picking）、手打（Slap）、潜行（Sneaking）、背刺（Backstab）、蝇击（Swap）、蜘蛛缠杀（Spider）、强袭（Assault）、碎膝（Shutter）、腕捕（Arrest）、空氣投（Air throws）、隱身（Stealth）

#### 獵人
遠距離攻擊系職業。也能擔任隊伍的偵查人員。使用弓箭作為主武器的職業，中距離可投擲飛刀，近身戰則以獵刀格鬥。穿戴皮革等輕裝，防禦力較低。戰鬥時可用弓箭與魔法師一樣在後方支援，也能用獵刀跟盗賊一樣作突擊。
有著一定的生物知識。信仰為一隻名叫艾爾利希的白狼。當獵人累積到一定的經驗後，就能花費約１金幣買進幼狼犬馴養至成犬，輔助主人。
技能: 斩除、鷹眼、斜十字、星贯、穴鼠、饭纲翻、連射、追踪术、陷阱、捕兽铗

#### 魔法師
使用“元素”的魔法生物的力量。格林姆迦尔中一共有四种元素，即影，炎，冰，雷。每种元素系列的魔法都有其独特的咒语和特性。驱动魔法的魔力来源可以通过休息或冥想进行补充。
魔法師是隊伍裡的強力攻擊手，但同時也是防禦力最低的職業，是隊伍中最需要保護的存在，擔任隊伍的後衛。使用手杖來增強魔法威力，但是影系魔法的效力卻不會被手杖的性能影響，甚至不需要手杖也能發動影魔法。
每当持续使用某种元素的魔法，就会提高使用该元素的经验值，从而提高魔法的威力。但是想学习其他系列的魔法则需要重新累积那一个元素的经验值。
- 魔法光弹（Magic Missile）：魔法师最初学习的基本魔法，用来攻击敌人。
  - 影系魔法：大多为控场型的辅助魔法，因为输出低，较少人练习。技能：影鸣（Shadow Beat）、影缚（Shadow Bond）、睡魔幻影（Sleeping Shadow）、擾亂幻影（Shadow Complex）、影沼（Shadow Swamp）
  - 火系魔法：攻击型魔法，有灼伤效果。技能：火炎壁（Firewall）、热风（Hot Wind）
  - 冰系魔法：攻击型魔法，有冰冻效果。技能：冰结球
  - 雷系魔法：攻擊型魔法，有麻痺效果。技能：暴威雷电

#### 神官
信奉光之神路蜜愛里斯的職業。與戰士並列為隊伍中絕對不可或缺的存在。由於公會規定不能使用利器，因此使用棍杖類的鈍器作為武器。
能使用各种辅助型光魔法，是队伍中的治疗师、亦能治癒自身，但無法復活已死之人。此外为了自卫，也能学习近身打擊技能。屬於高危險职业，因为怪物也知道只有神官可以进行治疗，常先攻擊或偷襲神官。由于神官职业供不应求，属于不怕没有队伍邀请的类型。据闻一队最多六人的不成文规矩也是因其技能“光之守护”最多只能同时施展于6人的缘故，足见其在队伍中的重要性和影响力。神官也是唯一能真正「殺死」(化成灰)喪屍的職業。
职业特征为蓝色条纹的白衣，并会在额头做出表示六芒星的动作。使用技能的咒语为：光啊，以路蜜爱里斯的守护之名……XXX
技能：治療（Cure）、强击（Smash）、治癒（Heal）、解咒（Dispel）、咎光（Blame）、光之守护（Protection）、光之奇迹、净化之光（Purify）

#### 聖騎士
同樣為信奉光之神路蜜愛里斯的職業。鎧甲上會刻有六芒星的標誌。使用盾和劍作為武器。和戰士一樣，都需在前線與敵人交手，與戰士不同的是，戰鬥時不只是擔當肉盾，偶爾也能像神官一樣施放光魔法治療隊友。
隊伍中通常除了神官及戰士外，都會有一位騎士，但多數人都會選擇聖騎士作職業。與暗黑騎士相比是一個較熱門的職業。
技能：盾受（Block）、盾打( )、强突（Thrust）、惩罚一击（Punishment）

## 探险区

### 达姆罗
旧阿拉巴吉亞王國曾经的第二大城市，经历过不死族的侵入被人类放弃，后来被哥布林一族侵占成为他们的主要穴巢。位于欧鲁达那西北方约四公里。
主要分为新街区和旧街区，城市中心的新街区是主要的哥布林栖息地，由势力大的几只哥布林瓜分地盘，部下数量多、组织性高而且装备精良。
处于东南区的旧街区相当荒芜，大半的建筑物都已经毁坏。这里的哥布林数量较少，没有如新街区严明的组织性，通常都是一到数只的群体散居在此。雌性哥布林一般会被新街区有势力的雄性哥布林占据，造成这里严重的阳盛阴衰。在旧街区流浪的大都是在新区失势或者被排挤的下层阶级，所以装备和藏品的质量都有明显的落差。不过也因此成了新兵们的狩猎场。
主角隊伍的第一个主要狩猎场，因为前期长时间待在达姆罗猎杀哥布林，被其他义勇兵戏称为“哥布林杀手”。

### 赛琳矿山
故事主线第二个主场，位于达姆罗西北的再四公里处。外表看起来只是一座普通的山脉。旧阿拉巴吉亚王国统治时作为矿山开发，后来因為不死之王的詛咒而荒廢，並被地精占领成为栖息地。矿山深度有十层以上，义勇兵们利用名为井口的竖坑来回楼层之间。第三层以下会有矿坑轨道车，但是似乎只有高等地精才能用。矿山中长满通称为“发光花”的植物作为照明的替代物。
第二层是奴工地精的居住地。第三层则是工人地精的居住地，并开始有高等地精出没。第四层是地精的农场，养有“猪鼠”、“猪蚯蚓”之类的生物。第五层是矿石的炼制场。

### 戴德黑监视堡垒
半獸人用來監視歐魯達納的要塞。雖然義勇軍與邊境軍多次佔領此地，但馬上又被半獸人奪回。

## 登场怪物
哥布林(ゴブリン)
肌膚綠色系、尖耳、醜惡的矮人種族。體型較大者不過140公分，偶爾也有190公分以上的大型個體，但智力極低，多為當作位高權重的哥布林的戰奴，一般個體在120公分左右。見形勢不利則走避，好群體行動，智慧略高，懂得運用戰術，見招拆招。妊娠期短，多產，成長速度快，身體頑健，其群體數目相當眾多。肩上常背著「哥布林袋」的小袋，有藉以收納珍物的習性。好盛飾，其哥布林袋精美，身穿豪華裝備的個體亦有之。身懷高價物品使得它們經常成為新進義勇兵的目標。
穴鼠
外表類似刺蝟的生物，非常敏捷。利用翻滾的方式逃跑。雜食性，不過酷嗜肉食。部份的穴鼠性格凶暴，會以集團的方式襲擊大型野獸（包含人類）。
狗頭人/地精(コボルト)
犬頭人型生物，全身灰色濃毛有尾，身高與人類相近，雖然不及人類的智慧，卻建有階級森嚴的社會。可以简分为三大阶级，也就是在矿山附近和第一层活动的最下等阶级，作为劳动力的中等阶级以及高等阶级的狗頭人。中等阶级中还有着奴工和工人的细分，并被称为“领班”的高等狗頭人统领。高等狗頭人会带着几只全副武装的工人狗頭人（称为喽啰狗頭人）进行巡逻。  每隻狗頭人不论高低等，必定会有一个护身符，越高等的狗頭人持有的护身符越精美也越有价值。
狗頭人的首領具有最高智力及戰力，性格粗暴、力大無窮，會主動獵殺入侵者。因背部毛色深淺不一，人稱「死亡斑紋」，手刃過許多義勇兵，在格林姆迦爾的懸賞公告欄榜上有名，懸賞30金幣。體型巨大如象，卻不遲鈍，與主角一行人首次遭遇時使出躍步砍劈讓哈爾希洛反應不及被劃傷右腕。拖行著一把特大號半截斜口巨劍為其主要武器，但也懂得就地取材。生氣時眼珠發紅，具有受傷越重，戰力越高之特性。表皮硬度驚人，曾單手輕易接下莫古索憤怒一擊的劍鋒，並立即打斷。死後其武器被莫古索撿回去加工當成代用武器。
喪屍
源自不死之王對邊境之地所下的詛咒，凡是人類義勇兵死後三日內未火化，屍體即變身喪屍，會滯留原地永久不滅，並攻擊路過的人類。喪屍具備生前的戰鬥技能，且因本身沒有情緒與痛覺，不感疲倦，故隨時能發揮百分百戰鬥力，可說十分難纏。唯有神官的近距離淨化魔法能使喪屍化成灰永遠消失。
半獸人
肌膚呈現綠色，鼻子扁塌，耳朵小而尖，擁有血盆大口，口中有牙；個子比人類略為高大，身寬、身體的厚度往往更勝身高。現在，半獸人的實力比不死族(Undead)的實力要强。有時它們也會進攻人類所居住的城市。有些半獸人會人類的語言 （依修·多格朗）

## 出版書籍

### 輕小說
| 集數 | 日文標題 | 中文標題                         | OVERLAP        | OVERLAP                                                | 青文出版社     | 青文出版社                                                                     |
| 集數 | 日文標題 | 中文標題                         | 發售日期       | ISBN                                                   | 發售日期       | ISBN／EAN                                                                      |
| ---- | -------- | -------------------------------- | -------------- | ------------------------------------------------------ | -------------- | ------------------------------------------------------------------------------ |
| 1    |          | 低語、詠唱、祈禱、覺醒吧         | 2013年6月25日  | ISBN 978-4-906866-22-9                                 | 2013年12月14日 | ISBN 978-986-310-898-6 EAN 4718016015678（新裝版）                             |
| 2    |          | 沒有不重要的事物                 | 2013年11月25日 | ISBN 978-4-906866-47-2                                 | 2014年6月12日  | ISBN 978-986-356-068-5 EAN 4718016015685（新裝版）                             |
| 3    |          | 儘管現世就是逆境也只能看開       | 2014年3月25日  | ISBN 978-4-906866-69-4                                 | 2015年6月6日   | ISBN 978-986-356-244-3                                                         |
| 4    |          | 引導與被引導者們                 | 2014年7月25日  | ISBN 978-4-906866-91-5                                 | 2015年10月23日 | ISBN 978-986-356-284-9                                                         |
| 5    |          | 不要笑，聽我說話啦               | 2015年2月25日  | ISBN 978-4-86554-026-0                                 | 2016年2月10日  | ISBN 978-9-86356-311-2                                                         |
| 6    |          | 邁向微不足道的榮光               | 2015年10月25日 | ISBN 978-4-86554-072-7                                 | 2016年4月21日  | ISBN 978-9-86356-330-3                                                         |
| 7    |          | 彼方的彩虹                       | 2015年12月25日 | ISBN 978-4-86554-086-4                                 | 2016年8月11日  | ISBN 978-986-356-360-0 EAN 4718016019461（限定版）                             |
| 8    |          | 於是我們等候明天到來             | 2016年3月25日  | ISBN 978-4-86554-114-4                                 | 2016年11月8日  | ISBN 978-986-356-380-8                                                         |
| 9    |          | 身處於此的當下，迎向遠方         | 2016年8月25日  | ISBN 978-4-86554-149-6                                 | 2017年2月3日   | ISBN 978-986-356-408-9                                                         |
| 10   |          | 無法傳達的情歌                   | 2017年3月23日  | ISBN 978-4-86554-202-8                                 | 2017年10月19日 | ISBN 978-986-356-463-8 EAN 4718016026360（限定版） EAN 4718016026377（特別版） |
| 11   |          | 那時我們在各自的路上作過夢       | 2017年7月25日  | ISBN 978-4-86554-234-9                                 | 2018年2月5日   | ISBN 978-986-356-484-3 EAN 4718016028197（限定版）                             |
| 12   |          | 那是以某座島與龍為中心的傳說之始 | 2018年3月25日  | ISBN 978-4-86554-283-7                                 | 2018年10月18日 | ISBN 978-986-356-602-1 EAN 4718016034686（限定版） EAN 4718016034693（特別版） |
| 13   |          | 心，敞開嶄新的門扉               | 2018年6月25日  | ISBN 978-4-86554345-2 ISBN 978-4-86554-346-9（特裝版） | 2019年1月19日  | ISBN 978-986-356-738-7 EAN 4718016034976（限定版）                             |
| 14   |          | 帕拉諾狂潮                       | 2018年12月25日 | ISBN 978-4-86554-429-9                                 | 2019年10月30日 | ISBN 978-986-512-065-8 EAN 4718016036925（限定版）                             |
| 14+  |          | 無法一成不變                     | 2019年3月25日  | ISBN 978-4-86554-466-4                                 | 2020年4月20日  | ISBN 978-9-86512-324-6 EAN 4718016037717（限定版）                             |
| 14++ |          | 倘若能與你再度相會               | 2019年6月25日  | ISBN 978-4-86554-512-8                                 | 2020年6月11日  | ISBN 978-9-86512-386-4 EAN 4718016037830（限定版）                             |
| 15   |          | 堅強而虛幻的新遊戲               | 2019年12月25日 | ISBN 978-4-86554-590-6                                 | 2021年3月5日   | ISBN 978-9-86512-841-8 ISBN 978-986-512-882-1（限定版）                        |
| 16   |          | 我們都還不曉得為什麼要說再見     | 2020年7月25日  | ISBN 978-4-86554-700-9                                 | 2021年6月21日  | ISBN 978-6-26303-225-5 ISBN 978-626-303-226-2（限定版）                        |
| 17   |          | 有朝一日跟戰鬥的日子告別吧       | 2021年1月25日  | ISBN 978-4-86554-826-6                                 | 2022年4月25日  | ISBN 978-626-322-194-9 ISBN 978-626-322-195-6（限定版）                        |
| 18   |          | 我被世界所厭惡                   | 2021年10月25日 | ISBN 978-4-8240-0024-8                                 | 2022年9月28日  | ISBN 978-626-340-024-5                                                         |
| 19   |          |                                  | 2022年6月25日  | ISBN 978-4-8240-0187-0                                 |                |                                                                                |
| 20   |          |                                  | 2024年4月25日  | ISBN 978-4-8240-0739-1                                 |                |                                                                                |
| 21   |          |                                  | 2024年5月25日  | ISBN 978-4-8240-0762-9                                 |                |                                                                                |
| 22   |          |                                  | 2025年2月25日  | ISBN 978-4-8240-1028-5                                 |                |                                                                                |

### 漫畫
| 集數 | 史克威爾艾尼克斯 | 史克威爾艾尼克斯       | 長鴻出版社   | 長鴻出版社             |
| 集數 | 發售日期         | ISBN                   | 發售日期     | ISBN                   |
| ---- | ---------------- | ---------------------- | ------------ | ---------------------- |
| 1    | 2015年12月22日   | ISBN 978-4-7575-4840-4 | 2017年8月9日 | ISBN 978-9-8647-4446-6 |
| 2    | 2016年3月22日    | ISBN 978-4-7575-4918-0 | 2017年10月   | ISBN 978-986-474-509-8 |
| 3    | 2016年8月22日    | ISBN 978-4-7575-5082-7 | 2017年10月   | ISBN 978-986-474-524-1 |

## 電視動畫
於2016年1月開始播放。

### 製作人員
- 原作：十文字青（OVERLAP文庫）
- 原作插畫：白井銳利
- 監督、音響監督、劇本：中村亮介
- 助監督：柴山智隆
- 角色設計：細居美惠子
- 原畫：淺賀和行、馬場健、高田晃
- 美術監督、美術設計：金子英俊
- 色彩設計：茂木孝浩
- 攝影監督：五十嵐慎一
- 3D監督：菅友彥
- 編集：肥田文
- 音樂：(K)NoW NAME:R・O・N
- 音樂製作：東宝、VERYGOO
- 音樂製作人：三上政高
- 製作人：齋藤雅哉、原田直樹、佐藤成俊
- 動畫製作人：大松裕
- 動畫製作：A-1 Pictures
- 製作：灰與幻想的格林姆迦爾製作委員會

### 主題曲
片頭曲「Knew day」（第2話－第11話）
作詞：(K)NoW_NAME:eNa，作曲、編曲：(K)NoW_NAME:R・O・N，主唱：(K)NoW_NAME:Ayaka Tachibana
第1話作片尾曲使用。
片尾曲
「Harvest」（第2話－第7話，第9話－第11話）
作詞：(K)NoW_NAME:Genki Mizuno，作曲、編曲：(K)NoW_NAME:Shuhei Mutsuki，主唱：(K)NoW_NAME:NIKIIE
第1話未使用。
「Harvest（Shihoru ver.）」（第8話）
作詞：(K)NoW_NAME:Genki Mizuno，作曲、編曲：(K)NoW_NAME:Shuhei Mutsuki，主唱：席赫露（照井春佳）
插入曲
「Head Wind」（第1話）
作詞：(K)NoW_NAME:AIJ，作曲、編曲：(K)NoW_NAME:R・O・N，主唱：(K)NoW_NAME:AIJ
「Brave Storm」（第2話）
作詞、主唱：(K)NoW_NAME:AIJ，作曲、編曲：(K)NoW_NAME:R・O・N
「seeds」（第2話）
作詞：(K)NoW_NAME:eNu，作曲、編曲：(K)NoW_NAME:Shuhei Mutsuki，主唱：(K)NoW_NAME:NIKIIE
「Stand on the Ground」（第3話）
作詞：(K)NoW_NAME:Kohei by SIMONSAYZ/LEE，作曲、編曲：(K)NoW_NAME:Makoto Miyazaki，主唱：(K)NoW_NAME:Ayaka Tachibana
「rainy tone」（第4話）
作詞：(K)NoW_NAME:eNu，作曲、編曲：(K)NoW_NAME:Makoto Miyazaki，主唱：(K)NoW_NAME:NIKIIE
「Nutrient」（第7話）
作詞：(K)NoW_NAME:Kohei by SIMONSAYZ/LEE，作曲、編曲：(K)NoW_NAME:Makoto Miyazaki，主唱：(K)NoW_NAME:Ayaka Tachibana
「Growing」（第8話）
作詞：(K)NoW_NAME:Kohei by SIMONSAYZ/LEE，作曲、編曲：(K)NoW_NAME:Makoto Miyazaki，主唱：(K)NoW_NAME:Ayaka Tachibana
「sun will rise」（第9話）
作詞：(K)NoW_NAME:Kohei by SIMONSAYZ/LEE，作曲、編曲：(K)NoW_NAME:Makoto Miyazaki，主唱：(K)NoW_NAME:NIKIIE
「Swelling of Buds」（第9話）
作詞、主唱：(K)NoW_NAME:AIJ，作曲、編曲：(K)NoW_NAME:R・O・N
「Sudden Storm」（第11話）
作詞、主唱：(K)NoW_NAME:AIJ，作曲、編曲：(K)NoW_NAME:R・O・N
「Cultivate」（第12話）
作詞：(K)NoW_NAME:Genki Mizuno  ，作曲、編曲：(K)NoW_NAME:Shuhei Mutsuki ，主唱：(K)NoW_NAME:NIKIIE

### 各話列表
| 話數        | 日文標題 | 中文標題                          | 分鏡                                | 演出                       | 作畫監督 |
| ----------- | -------- | --------------------------------- | ----------------------------------- | -------------------------- | --- |
| episode.1   |          | 低語、詠唱、祈禱、覺醒吧          | 中村亮介                            | 中村亮介                   | 細居美惠子 |
| episode.2   |          | 見習義勇兵的漫長一日              | 清水健一                            | 柴山智隆 中村亮介          | 須藤智子 |
| episode.2.5 |          | 把青春賭在浴室牆壁—— one more厘米 | 清水健一                            | 井端義秀                   | 加藤萬由子、橋本航平 |
| episode.3   |          | 哥布林袋裡裝著我們的夢想嗎        | 清水健一                            | 飛田剛                     | 高田晃 |
| episode.4   |          | 前往灰塵飛舞的空中                | 中村亮介                            | 中村亮介 柴山智隆 大和直道 | 櫻井邦彥、松原榮介、橘由美子 關南、田中裕介 |
| episode.5   |          | 哭泣並非因為軟弱 忍耐並非因為堅強 | 尾崎隆晴                            | 尾崎隆晴                   | 清水勝祐、松原榮介 |
| episode.6   |          | 她的場合                          | 川村賢一                            | 山內東生雄                 | 岡辰也、木下勇喜、臼田美夫 鳥宏明、真鍋周一郎、清水勝祐 松原榮介、蘇武裕子 |
| episode.7   |          | 被稱為哥布林殺手                  | 柴山智隆                            | 西村博昭                   | 近藤圭一、關南 |
| episode.8   |          | 與你的回憶                        | 工藤進                              | 工藤進                     | 蘇武裕子、近藤圭一、水谷雄一郎 中谷亞沙美、橘由美子、清水勝祐 竹本未希、松原榮介、栗原優 服部憲次、加藤萬由子、長谷川亨雄                                                          |
| episode.9   |          | 休假的度過方法                    | 江崎慎平                            | 川久保圭史                 | 上野卓志、松原榮介、水谷雄一郎 杉薗朗子、橘由美子、關南 長谷川亨雄、服部憲次、蘇武裕子                                                                                             |
| episode.10  |          | 雖然没有領導氣質                  | 大和直道 工藤進 仁賀綠朗            | 岩月甚 三上喜子            | 近藤圭一、清水勝祐、松原榮介 杉薗朗子、長谷川亨雄、蘇武裕子 清水博幸、竹本未希 |
| episode.11  |          | 在生死之間                        | 工堂紘軌 玄馬宣彥 柴山智隆 江崎慎平 | 柴山智隆 飛田剛            | 櫻井邦彥、竹本未希、松原榮介 清水勝祐、三井麻未、古橋聰 池田廣明、服部憲知、西谷駿 近藤圭一、、大塚溪花 吉田優子、長谷川亨雄、大塚真史 手塚江美、關南、村上龍之介 千葉充、安留雅彌 |
| episode.12  |          | 明天見——                          | 中村亮介                            | 原英和 下司泰弘 中村亮介   | 關本美穗、櫻井邦彥、蘇武裕子 清水陽一、清水勝祐、橘由美子 近藤圭一、小澤圓、松原榮介 松下純子、清水博幸、關南 前田義宏、三浦龍、長谷川亨雄                                         |

### 播放電視台

#### 日本国内
日本深夜動畫：下文記載的日本国内播放時間使用日本標準時間（UTC+9）表示。因為部分時間标识會採用30小时制，因此請留意这类超过24:00的时间，其實際播放時間為翌日清晨。
| 播放地區   | 播放電視台   | 播放日期               | 播放時間                  | 所屬聯播網 | 備註                     |
| ---------- | ------------ | ---------------------- | ------------------------- | ---------- | ------------------------ |
| 東京都     | TOKYO MX     | 2016年1月10日－3月27日 | 星期日 24時30分－25時00分 | 獨立局     |                          |
| 日本全國   | AT-X         | 2016年1月10日－3月27日 | 星期日 24時30分－25時00分 | 衛星電視   | 有重播                   |
| 近畿廣域圈 | 朝日放送     | 2016年1月13日－3月30日 | 星期二 26時44分－27時14分 | 朝日電視網 | 星期三動畫〈水MON〉第2部 |
| 日本全國   | BS11         | 2016年1月15日－4月1日  | 星期五 23時30分－24時00分 | 衛星電視   | ANIME+節目               |
| 日本全國   | NICONICO直播 | 2016年1月16日－4月2日  | 星期六 23時00分－23時30分 | 網絡電視   |                          |
| 日本全國   | NICONICO頻道 | 2016年1月16日－4月2日  | 星期六 23時30分 更新      | 網絡電視   |                          |

#### 日本国外
均由Animax提供播放。
| 播放地區 | 播放電視台       | 播放日期              | 播放時間（以當地為準）    | 所屬聯播網 | 備註                                          |
| -------- | ---------------- | --------------------- | ------------------------- | ---------- | --------------------------------------------- |
| 香港     | Animax           | 2016年2月2日－4月19日 | 每周二20:00－20:30        |            | 註:2016年10月11日，逢周一至二 22:00-23:00重播 |
| 臺灣     | Animax Animax HD | 2016年4月3日－5月8日  | 星期日 23時00分－24時00分 |            | 二集連播，含中文配音 隔日15:00至16:00重播     |

- 本動畫在台灣為2016年起，普通频道Animax和中華電信MOD之高清頻道Animax HD首次零時差同步播放。

### BD / DVD
| 卷數 | 發售日期      | 收錄話數              | 規格編號   | 規格編號   | 封面人物             |
| 卷數 | 發售日期      | 收錄話數              | BD         | DVD        | 封面人物             |
| ---- | ------------- | --------------------- | ---------- | ---------- | -------------------- |
| 1    | 2016年3月16日 | 第1 - 2話 附贈第2.5話 | TBR-26071D | TDV-26077D | 哈爾希洛             |
| 2    | 2016年4月20日 | 第3 - 4話             | TBR-26072D | TDV-26078D | 馬納多               |
| 3    | 2016年5月18日 | 第5 - 6話             | TBR-26073D | TDV-26079D | 夢兒、席赫露         |
| 4    | 2016年6月15日 | 第7 - 8話             | TBR-26074D | TDV-26080D | 藍德、莫古索         |
| 5    | 2016年7月13日 | 第9 - 10話            | TBR-26075D | TDV-26081D | 梅莉                 |
| 6    | 2016年8月17日 | 第11 - 12話           | TBR-26076D | TDV-26082D | 全員同行（無馬納多） |

## 軼聞
- 灰與幻想的「灰」，有一說是象徵陣亡義勇兵們飄向天空的骨灰。
- 故事的貨幣為百進制，１金幣(高登)＝100銀幣(錫巴)，１銀幣＝100銅幣(卡帕)。
- 除了不會使用魔法，敵方有生怪物均有似人的形體以及不輸人類的工具技術，也具備初始社會結構與經濟活動，說是怪物其實更像是土著。不同種族彼此和平共存，只會攻擊人類，並只有人類死後的肉體三天內未火化會變喪屍。
- 主角哈爾希洛在故事初期的某次閒聊中曾對於天上月亮是紅色的感到怪異，也曾說「有時會不自覺地想伸進口袋拿手機」，但隨即又說不出手機為何物。據此判斷，作者應是想暗示觀眾，格林姆迦爾的所有少男少女義勇兵均來自真實的現代世界，只不過失去了名字以外的記憶。

## 外部連結
- OVERLAP文庫｜十文字青特設網站 （页面存档备份，存于）（日語）
- 電視動畫《灰與幻想的格林姆迦爾》官方網站 （页面存档备份，存于）（日語）
- 電視動畫《灰與幻想的格林姆迦爾》的X（前Twitter）（日語）